# Bombylius frommerorum
Bombylius frommerorum är en tvåvingeart som beskrevs av Hall och Neal L. Evenhuis 1980. Bombylius frommerorum ingår i släktet Bombylius och familjen svävflugor. Inga underarter finns listade i Catalogue of Life.